# José María Pinilla Fábrega
José María Pinilla Fábrega (* 28. November 1919; † 10. August 1979) war der 34. Staatspräsident von Panama.
Pinilla Fábrega war der Anführer der provisorischen Junta, die Präsident Arnulfo Arias nach nur elf Tagen im Amt stürzte. Am 12. Oktober 1968 übernahm er als dessen Nachfolger das Amt des Staatspräsidenten. Er blieb in diesem Amt bis zum 18. Dezember 1969. Sein Nachfolger wurde Demetrio Basilio Lakas.
| Personendaten    | Personendaten                  |
| ---------------- | ------------------------------ |
| NAME             | Pinilla Fábrega, José María    |
| KURZBESCHREIBUNG | 34. Staatspräsident von Panama |
| GEBURTSDATUM     | 28. November 1919              |
| STERBEDATUM      | 10. August 1979                |